# Bahaïsme
Taalkundig is het bahaïsme een "isme" dat is gevormd rond de bahaileer en dat aldus staat voor het geheel aan theorieën, praktijken en denkwijzen die ontleend zijn aan het gedachtegoed van Bahá'u'lláh. Dit gedachtegoed zelf staat meestal bekend onder de naam bahai, bahaileer, of bahaireligie.
Het woord 'het bahaïsme' werd in de eerste decennia van de 20e eeuw wel gebruikt, maar kan heden ten dage beter gewijzigd worden in 'het bahaigeloof' of 'de bahaireligie'. Het woord 'bahaïsme' heeft een lage gebruiksfrequentie, wordt door bahaiaanhangers zelf niet gebruikt en suggereert ten onrechte dat de woorden 'bahaïst' en bahaïstisch' eveneens gangbaar zijn.

## Bron
- Smith, P. (1999). A Concise Encyclopedia of the Bahá'í Faith. Oneworld Publications, Oxford, UK. ISBN 1851681841.